# 小行星7639
小行星7639（英語：7639 Offutt）是一颗围绕太阳公转的小行星。1985年2月21日，橡树岭天文台在哈佛大学天文台发现了此天体。
这颗小行星的绝对星等为24.53292等。